# Shine (álbum de Meredith Brooks)
Shine es el quinto álbum de estudio de la cantautora estadounidense Meredith Brooks, publicado por Savoy Records en 2004. Se trata de una reedición del álbum Bad Bad One de 2002. La versión instrumental de la canción "Shine" fue utilizada como tema principal del programa de televisión Dr. Phil entre 2004 y 2008.

## Lista de canciones
| N.º | Título                   | Escritor(es)                                  | Duración |  |
| 1.  | «Shine»                  | Meredith Brooks, David Darling, Shelly Peiken | 3:22     |  |
| 2.  | «Crazy»                  | Brooks, Taylor Rhodes                         | 3:52     |  |
| 3.  | «Lucky Day»              | Brooks, Rhodes                                | 3:33     |  |
| 4.  | «Where Lovers Meet»      | Brooks                                        | 3:51     |  |
| 5.  | «Bad Bad One»            | Brooks, Paul Trudeau                          | 4:45     |  |
| 6.  | «You Don't Know Me»      | Brooks, Trudeau                               | 4:28     |  |
| 7.  | «Pleasure»               | Brooks                                        | 4:25     |  |
| 8.  | «Pain»                   | Dave Berg, Brooks, Rhodes                     | 3:35     |  |
| 9.  | «Walk Away»              | Brooks                                        | 4:30     |  |
| 10. | «Your Name»              | Brooks                                        | 5:20     |  |
| 11. | «High»                   | Brooks                                        | 3:23     |  |
| 12. | «Stand»                  | Brooks                                        | 5:12     |  |
| 13. | «Shine (Dr. Phil remix)» | Brooks, Darling, Peiken                       | 2:01     |  |

## Personal
- Meredith Brooks - voz, guitarra
- Livingstone Brown - teclados, sintetizador
- David Darling - bajo, guitarra, teclados
- DJ Ginzu - tornamesas
- Jennifer Love Hewitt - coros
- Abe Laboriel Jr. - batería
- Randy Landas - bajo
- Daniel Shulman - bajo
- Paul Trudeau - piano, sintetizador
- Windy Wagner - coros